# Rupeljevo
Rupeljevo (cyr. Рупељево) – wieś w Serbii, w okręgu zlatiborskim, w gminie Požega. W 2011 roku liczyła 363 mieszkańców.